# Hana Svobodová
Hana Svobodová (* 30. červenec 1988) je česká modelka a I. česká vicemiss 2008. Majitelka kliniky SEYES.

## Život
Hana Svobodová pochází ze Zadního Zhořce na Českomoravské vrchovině. Na základní školu chodila do Radostína nad Oslavou a poté studovala na Soukromé střední škole ekonomiky a cestovního ruchu ve Žďáru nad Sázavou. Dále studovala Vysokou školu aplikovaného práva, po roce však studium ukončila.[zdroj?]
V roce 2008 se přihlásila do soutěže krásy Česká Miss a umístila se jako I. česká vicemiss. Poté reprezentovala Česko na prestižní mezinárodní ekologické soutěži Miss Earth a probojovala se z 85 dívek z celého světa do TOP 16. 14. dubna 2023 se vdala za manžela Fabia.[zdroj?]
Jejím přítelem byl v letech 2010-2011 moderátor Leoš Mareš.[zdroj?]